# 干旱美洲

干旱美洲的位置

干旱美洲（英語：Aridoamerica）是指横跨墨西哥北部和美国西南部的文化与生态区域，其象征是耐旱且具有文化意义的主食——豆角豇豆。该地区干燥、荒凉的气候与地理环境与位于其南方和东方的从今墨西哥中部延伸到中美洲的绿色“中部美洲”形成鲜明对比，而其北方则是气候温和的“绿洲美洲”的“岛屿”地带。“干旱美洲”的范围与上述两个地区均有部分重叠。
由于相对艰苦的生存条件，这一区域的前哥伦布时期的居民发展出了独特的文化和自给农业模式。该地区年降水量仅为120毫米（4.7英寸）至160毫米（6.3英寸），稀少的降雨滋养着季节性溪流和水坑。
“干旱美洲”的概念由美国人类学家加里·保罗·纳布汉于1985年提出，他是在此前人类学家阿尔弗雷德·克罗伯和保罗·基尔霍夫的研究基础上，试图将这一沙漠地区定义为一个“真正的文化实体”。基尔霍夫于1954年首次提出“干旱美洲”（Arid America）的概念，并写道：“我建议将采集者文化称为‘干旱美洲’和‘干旱美洲文化’，而将农耕者文化称为‘绿洲美洲’和‘美洲绿洲文化’。”
墨西哥人类学家吉列尔莫·邦菲尔·巴塔亚指出，尽管“干旱美洲”和“中部美洲”之间的区别“对于理解前殖民时期的墨西哥总体历史是有用的”，但不应将两者之间的边界视为“分隔两个截然不同世界的屏障”，而应视为“气候区之间的可变界限”。“干旱美洲”的居民生活在“一条不稳定且波动的边界上”，并与南方文明保持着“持续的联系”。